# Acacia praemorsa
Acacia praemorsa é uma espécie de leguminosa do gênero Acacia, pertencente à família Fabaceae.